# Omloop van het Houtland 1971
L'Omloop van het Houtland 1971, ventisettesima edizione della corsa, si svolse il 30 settembre 1971 su un percorso con partenza e arrivo a Lichtervelde. Fu vinto dal belga André Dierickx della Watney-Avia davanti ai suoi connazionali Etienne Buysse e Luc Van Goidsenhoven.

## Ordine d'arrivo (Top 10)
| Pos. | Corridore            | Squadra                  | Tempo |
| ---- | -------------------- | ------------------------ | ----- |
| 1    | André Dierickx       | Watney-Avia              |       |
| 2    | Etienne Buysse       |                          |       |
| 3    | Luc Van Goidsenhoven | Watney-Avia              |       |
| 4    | Romain Maes          |                          |       |
| 5    | Romain Furnière      | Bika-Miluba              |       |
| 6    | John Hemeryck        | Siriki-Munck             |       |
| 7    | Eric Wyckaert        | Hertekamp-Magniflex-Novy |       |
| 8    | Roland Van De Rijse  | Goldor                   |       |
| 9    | Dirk Baert           | Mars-Flandria            |       |
| 10   | Robert Mintkiewicz   | Sonolor-Lejeune          |       |